# Hydriertes Pflanzenöl
Als Hydrierte Pflanzenöle (HVO, englisch Hydrogenated oder Hydrotreated Vegetable Oils) werden Pflanzenöle bezeichnet, die durch eine katalytische Reaktion mit Wasserstoff (Hydrierung) in Kohlenwasserstoffe umgewandelt werden. Durch diesen Prozess werden die Pflanzenöle in ihren Eigenschaften an fossile Kraftstoffe (insbesondere Dieselkraftstoff) angepasst, damit sie diese als Beimischung ergänzen oder auch vollständig ersetzen können.

## Herstellung
Hydrierte Pflanzenöle können sowohl in bestehenden Raffinerien gemeinsam mit anderen Fetten und Mineralölkomponenten sowie in eigenen Pflanzenölanlagen hergestellt werden.

### Hydrierung in Mineralölraffinerien
Bei der Hydrierung in Mineralölraffinerien entsteht als Produkt kein reiner HVO-Kraftstoff. Dem bei der Aufarbeitung des mineralischen Rohöls entstehenden Vakuumgasöl werden Pflanzenöle wie z. B. Rapsöl in Anteilen bis zu 30 Prozent beigemischt.
Im anschließenden Hydrotreating werden dann diese Pflanzenöle gemeinsam mit der Mineralölfraktion chemisch modifiziert, indem die so genannten Heteroatome wie Schwefel, Sauerstoff und Stickstoff unter Einbindung von Wasserstoff entfernt werden. Neben den aus den Pflanzenölen produzierten Kohlenwasserstoffen entstehen entsprechend als Nebenprodukte Schwefelwasserstoff (H2S), Wasser (H2O) und Ammoniak (NH3). Die Kohlenwasserstoffe werden in einem anschließenden Schritt (Hydrocracking) erneut unter Wasserstoffeinbindung in kleinere Ketten gespalten (Cracken), wobei Methan (CH4), Propan (C3H8) und Wasser als Nebenprodukte entstehen.
In einem moderneren Verfahren wird auf das Hydrocracking verzichtet und die Triglyceride werden nach der Zugabe des Pflanzenöls in einem als Mitteldestillatentschwefelung bezeichneten Verfahren gespalten. Auf diese Weise ist es möglich, Kraftstoffe mit einem Rapsölanteil von 10 bis 30 Prozent herzustellen, wobei das Pflanzenöl in Form von Paraffinen (Mischungen aus gesättigten Kohlenwasserstoffketten) vorhanden ist. Die biologische Abbaubarkeit der Pflanzenöle geht in dem Prozess verloren, zudem steigt der Bedarf an Wasserstoff für die Hydrierungsprozesse im Vergleich einer reinen Mineralölraffination.

### Pflanzenölanlagen
Die Herstellung von reinem HVO-Kraftstoff erfolgt in speziell für Pflanzenöle und fetthaltige Rest- und Abfallstoffe konstruierten Anlagen.
Die am weitesten fortgeschrittene Technologie ist das Verfahren zur Herstellung des als NExBTL bekannten Kraftstoffs des finnischen Unternehmen Neste Oil.
Für das Verfahren werden die Pflanzenöle und andere Fette vorbehandelt, indem Feststoffe und Wasser aus den Ölen abgeschieden werden. Dieser Prozess erfolgt analog zur Raffination von Pflanzenöl oder zur Biodieselproduktion. Daran anschließend erfolgt ein Hydrotreating-Verfahren in speziellen Festbettreaktoren mit Kobalt- oder Nickelmolybdän-Katalysatoren bei Temperaturen von 350 bis 450 °C und einem Wasserstoffpartialdruck von 48 bis 152 bar, bei dem der Kraftstoff entsteht. Für die Umwandlung werden etwa 1,23 Tonnen Pflanzenöl für eine Tonne Kraftstoff eingesetzt, als Nebenprodukt entsteht vor allem Brenngas.
Während in der Anfangszeit vorwiegend Palmöl zur Herstellung verwendet wurde, konnte der Palmölanteil auf ca. 20 % reduziert werden. Aus technischer Sicht könnte gänzlich auf Palmöl verzichtet werden, für die Herstellung kommen über 10 verschiedene Rohstoffe infrage.

## Eigenschaften
Die bei der Mineralöldestillation aus den Pflanzenölen hergestellten Paraffine bestehen aus Mischungen von unterschiedlich langen gesättigten Kohlenwasserstoffketten. Die Dichte dieser hydrierten Pflanzenöle liegt bei etwa 780 kg/m3 und ist damit gegenüber mineralischem Dieselkraftstoff deutlich niedriger, die Cetanzahl liegt mit Werten um 70 und bis zu 99 deutlich höher als die von Dieselkraftstoff, Biodiesel und reinem Pflanzenölkraftstoff. Aufgrund dieser hohen Cetanzahl und der damit einhergehenden schnellen Zündung sind die HC-Emissionen sowie aber auch CO-Emissionen im unteren Lastbereich und bei kalten Motorbedingungen geringer als bei Biodiesel und fossilem Dieselkraftstoff. Ein weiterer großer Unterschied ist die geringere Toxizität verglichen zu fossilem Dieselkraftstoff.
Der NExBTL-Kraftstoff besitzt aufgrund der fehlenden Mineralölkomponenten eine niedrigere Gesamtdichte von 775 bis 785 kg/m3 als diese für Dieselkraftstoff vorgeschrieben ist. Er ist frei von Sauerstoff, Stickstoff, Schwefel und Aromaten. Die Freiheit von Aromaten führt dazu, dass die Emissionen von Schadstoffen erheblich reduziert werden. Beispielsweise trägt sie zu geringerem Ausstoß von Rußemissionen bei. Des Weiteren kann der Einsatz von HVO Partikelemissionen um bis zu 50 % reduzieren. Zugleich ist eine erhebliche Reduktion von Kohlenwasserstoff-, Kohlenstoffmonoxid- und PAK-Emissionen zu verzeichnen. Die Untersuchungen von der Universität Rostock und der FVTR GmbH haben gezeigt, dass HVO niedrigere NOx-Werte aufweist im Vergleich zu einem Referenzdiesel. Auch ein Test des ADAC ergab bei drei von vier getesteten Fahrzeugen einen niedrigeren NOx-Wert.
Der am Auspuff gemessene CO2-Ausstoß sinkt im HVO100-Betrieb um zwei bis fünf Prozent im Vergleich zum herkömmlichen Dieselkraftstoff (B7). Aufgrund der Verwendung von Biomasse als Ausgangsbasis beträgt die CO2-Einsparung von HVO verglichen zum herkömmlichen Dieselkraftstoff bilanziell bis zu 90 %.

## Einsatz

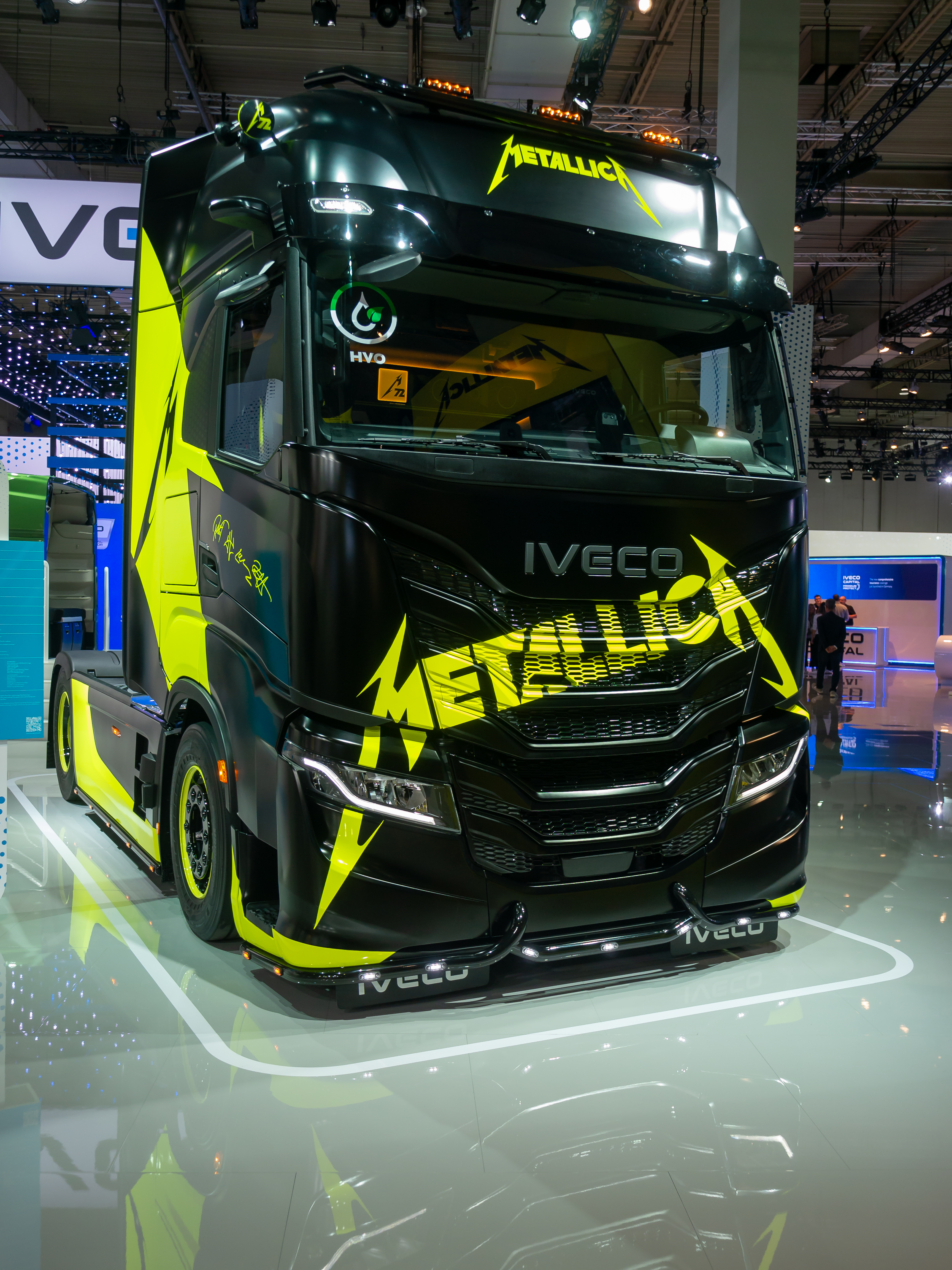
Mit hydriertem Pflanzenöl betriebene Sattelzugmaschine

HVO-Kraftstoff ist in beliebigen Mischungen erhältlich. Es kann in Reinform (100 % HVO) eingesetzt, aber auch in einem beliebigen Verhältnis mit z. B. fossilem Diesel gemischt werden. So besteht beispielsweise HVO20 aus 20 % HVO und 80 % fossilem Diesel. Die ersten HVO-Beimischungskraftstoffe (z. B. R33 BlueDiesel) wurden 2015 in Deutschland bei der Hochschule Coburg entwickelt.
Neste MY Renewable Diesel ist ein HVO100-Produkt, d. h. HVO in Reinform. Darüber hinaus erfüllt dieser Diesel die Anforderungen der DIN EN 15940 für paraffinische Dieselkraftstoffe, welche die Qualität von Dieselkraftstoffen gewährleisten.
HVO weist eine hohe Kompatibilität mit momentanen Dieselmotoren auf. Der Hersteller und Erfinder des Kraftstoffs (Neste) gibt an, dass HVO als Reinkraftstoff für alle Diesel geeignet sei. HVO-Dieselkraftstoffe können an vielen tausend Tankstellen getankt werden. Sie sind in einigen Ländern, wie z. B. in Italien, Schweden, Finnland und Benelux-Ländern schon flächendeckend verfügbar (siehe Tankkarte).

### Straßenfahrzeuge
In Österreich ist HVO100 seit 2023 erhältlich.
In Deutschland ist seit April 2024 eine Verwendung von 100 % reinem HVO zugelassen. Der Kraftstoff ist seit 29. Mai 2024 an Tankstellen frei verkäuflich. Der freie Verkauf war zuvor nicht möglich, da HVO die DIN EN 590 nicht erfüllt, sondern die DIN EN 15940, welche nicht Teil der 10.BImschV war. Der Grund hierfür liegt in ihrer geringeren Dichte verglichen zu herkömmlichem fossilen Dieselkraftstoff. Allerdings konnte dieser gemäß den gesetzlichen Regelungen bis zu 26 % konventionellem Dieselkraftstoff beigemischt werden.  Aus diesem Grund wurden bis zu 33 % regenerativer Kraftstoffe in Deutschland vertrieben (mit 7 % Biodieselanteil). Viele Automobilhersteller entwickeln ihre neuen Motoren der DIN EN 15940 verträglich und arbeiten an rückwirkenden Freigaben für ältere Modelle. Als Beispiel kann hierfür Volkswagen aufgeführt werden, das die Nutzung von paraffinischen Diesel für ab 2021 hergestellte Vier-Zylinder-TDI-Motoren wie den VW EA288 evo rückwirkend freigab. BMW hat hingegen all ihre Dieselmotoren ab 03/2020 freigegeben. Das Bundesministerium für Umwelt, Naturschutz, nukleare Sicherheit und Verbraucherschutz hat am 22. November 2023 bekannt gegeben, dass die Bundesregierung beschlossen hat, paraffinische Kraftstoffe wie HVO als Reinkraftstoff zuzulassen und die DIN EN 15940 in die 10.BImschV aufzunehmen. Am 22. März 2024 erfolgte die Zustimmung des Bundesrates, wodurch der freie Verkauf ab April 2024 zugelassen wurde.
Die Verwendung von HVO ist in Schweden oder in Kalifornien ein Teil der nationalen bzw. regionalen Strategie zur Defossilierung des Verkehrssektors. HVO hatte in Schweden im Jahr 2023 einen erheblichen Anteil von ca. 35 % am Diesel-Gesamtmarkt. Der CO2-Ausstoß musste im Jahr 2023 bezogen auf den Diesel-Gesamtmarkt um 30,5 % reduziert werden. Daraus ergeben sich ca. 35 % HVO-Anteil, bei ca. 90 % CO2-Einsparung. Erkennbar war dieser hohe Anteil auch an den Standard-Dieselsorten der großen Tankketten. Solche Beimischungs-Anteile sind mit Biodiesel nicht möglich, weil die normale Dieselmotoren ohne Vorrüstung das nicht vertragen würden. Übrigens auch in Norwegen wird im Standard-Diesel der großen Tankketten, wie z. B. bei Circle K, bis zu 40 % HVO beigemischt. In Kalifornien geht man noch weiter. Dort ist im ersten Quartal 2023 der HVO-Anteil am Diesel-Gesamtmarkt auf über 50 % gestiegen.

### Eisenbahn
Im Eisenbahnbereich wird der Treibstoff HVO100 als Ersatz von Dieselkraftstoff auf nicht-elektrifizierten Eisenbahnstrecken eingesetzt, womit nach Angaben der DB Energie 90 % der CO2-Emissionen eingespart werden sollen. DB Energie verwendet aus Europa importiertes HVO, welches ohne Palmöl und Palmfettsäure-Destillate auskommt. Bei der Deutschen Bahn sind erste Betriebsteile auf HVO umgestellt:
- seit Juli 2022 bei DB Fernverkehr der Sylt Shuttle (plus) zwischen Sylt und dem schleswig-holsteinischen Festland[21]
- seit September 2022 bei DB Regio Baden-Württemberg die Netze Aulendorfer Stern und Donau-Ostalb (57 Fahrzeuge) zwischen Ulm, Bodensee und Basel[22][21]
- seit Oktober 2022 das Netz der DB Kurhessenbahn in Nordhessen und Westfalen (30 Fahrzeuge)[23]
- seit 2022 stellt DB Cargo die gesamte dieselbetriebene Flotte in Deutschland auf HVO um, auch bei DB Cargo UK gab es bereits Tests mit HVO[24][21][25]
- seit Juni 2023 existiert bei DB Regio in Fröndenberg/Ruhr ein mobiler Tankcontainer zur Betankung der Züge des Sauerlandnetz mit HVO.[26]
- seit Juli 2023 stellt die KVG in Schöllkrippen in Zusammenarbeit mit DB Energie HVO für den Betrieb der Westfrankenbahn auf der Kahlgrundbahn zur Verfügung.[27]

## Produktnamen
HVO100 wird in Deutschland auch als C.A.R.E. Diesel vermarktet. Weitere Produktnamen sind NesteMy (Skandinavien, Baltikum, Benelux), HVOlution (Italien) und Diesel Renouvable (Spanien/Portugal). Im angelsächsischen Raum spricht man auch von Renewable Diesel. In Kalifornien besteht (Stand 2023) bereits circa 50 % des Dieselmarktes aus diesem Kraftstoff.

## Kritik
Der Verlust der biologischen Abbaubarkeit durch die hohe Oxidationsstabilität ist ein wesentlicher Nachteil des Kraftstoffs. Daneben sind für die Herstellung in speziellen Anlagen hohe Anfangsinvestitionen nötig. Der Kraftstoffverbrauch ist etwa 1 bis 2 % höher als mit herkömmlichem Diesel. Da die Umwandlung Wasserstoff erfordert, der derzeit (Stand 2024) nicht in den benötigten großen Mengen als grüner Wasserstoff zur Verfügung steht, sondern aus fossilen Quellen gewonnen wird, verschlechtert sich die CO2-Bilanz zusätzlich.
Die Deutsche Umwelthilfe kritisiert zudem lange Transportwege und ein Betrugsrisiko für die Ausgangsstoffe. Auch die Deutsche Landwirtschafts-Gesellschaft bemängelt die großen Betrugsmöglichkeiten durch den Import großer Mengen von Fetten aus China, oftmals unter Beimischung von Palmölen.
Das Umweltbundesamt äußerte im Sommer 2024 ebenfalls Kritik an der unklaren Herkunft der Ausgangsstoffe. Der seit Ende Mai zugelassene Kraftstoff besteht gemäß Herstellerangaben aus Altspeiseölen. Diese stammen zum überwiegenden Teil jedoch aus Asien und damit ist ein Nachprüfen der genauen Herkunft kaum möglich.